# Charles L. Briggs
Charles L. Briggs (Albuquerque, 8 de abril de 1953) é um antropólogo estadunidense. Professor de Folclore e Antropologia da Universidade da Califórnia em Berkeley, suas pesquisas concentram-se essencialmente em antropologia médica, linguística, teoria social, (pós-)modernidade, raça e violência.
Briggs estudou a tensão entre modernidade e tradição como processos sócio-políticos na performance, analisando piadas, provérbios, lendas, mitos, anedotas, fofocas, canções de cura e lamentações rituais, além de como as construções de linguagem moldaram a política da modernidade. Muitos de seus trabalhos são desenvolvidos ao lado de Richard Bauman e Amy Shuman.